# Hamme (flod)
Hamme er en flod i den tyske delstat Niedersachsen nordøst for Bremen med en længde på omkring 48 kilometer. Floden har sit udspring nord for Osterholz-Scharmbeck og løber gennem lyngbakkerne nordøst for Bremen, hvor den møder floden Wümme i Ritterhude. Herfra bliver floden videre kaldt Lesum. Lesum munder ud i Weser ved Bremen-Vegesack.
53°10′22″N 8°44′40″Ø / 53.17278°N 8.74444°Ø